# Marphysa schmardai
Marphysa schmardai är en ringmaskart som beskrevs av Gravier 1907. Marphysa schmardai ingår i släktet Marphysa och familjen Eunicidae. Inga underarter finns listade i Catalogue of Life.